# 6 Feet Under
6 Feet Under kompilacyjny album amerykańskiej grupy Gravediggaz wydany 30 marca 2004 roku nakładem wytwórni X-Ray Records. Na albumie znajdują się utwory z poprzedniego albumu grupy i solowej płyty Frukwana tylko pod innymi tytułami.

## Lista utworów
Informacje o utworach pochodzą ze strony Discogs
1. Six Feet Underground - 4:13
  - Producent: Frukwan
2. Big Shot Dead - 4:05
3. Know What I Mean? - 4:18
4. What's Wrong With You? - 4:04
  - Gościnnie: Lady Tigra
5. A Strong Woman - 5:03
6. Rough Enough - 4:03
7. What's The Meaning? - 4:02
8. Gotta Stay Strong - 3:47
9. Home Of The Brave - 4:58
10. Players' Theme - 4:28
  - Producent: Frukwan
11. Burn In Hell - 4:23
  - Producent: True Master
12. Break What? - 4:02
  - Producent: Frukwan
13. Alone In The Graveyard - 3:56
14. Barking Up The Wrong Tree - 4:16
15. I Understand That - 2:15
  - Producent: Frukwan